# Ioan Filip
Ioan Constantin Filip (Oradea, 20 maggio 1989) è un calciatore rumeno, centrocampista del Bihor Oradea.

## Carriera

### Club
Ha esordito nel 2010 con l'Oțelul Galați

## Palmarès

### Club

#### Competizioni nazionali
- Liga I: 1

Oțelul Galați: 2010-11
- Supercupa României: 1

Oțelul Galați: 2011